# Marcelo Estigarribia
Marcelo Alejandro Estigarribia Balmori (* 21. September 1987 in Fernando de la Mora) ist ein paraguayischer Fußballspieler. Aktuell steht er beim uruguayischen Klub Deportivo Maldonado unter Vertrag und ist an Atalanta Bergamo ausgeliehen. Neben der paraguayischen besitzt Estigarribia auch die italienische Staatsbürgerschaft. Estigarribia ist Mittelfeldspieler und wird als Linksfuß meist als Linksaußen eingesetzt. Er gilt als dribbelstark und als guter Torvorbereiter.

## Herkunft
Marcelo Estigarribia wuchs zusammen mit seinen drei Brüdern in einer sehr religiösen Familie in Fernando de la Mora, wenige Kilometer entfernt von der paraguayischen Hauptstadt Asunción auf.

## Karriere

### Im Verein
Estigarribia begann seine Laufbahn beim Club Unión Pacífico in der Stadt Nueva Italia. Im Jahr 2005 schloss er sich dem Club Sport Colombia, bei dem er im Alter von 17 Jahren sein Profidebüt feierte.
Im Jahr 2006 wechselte Estigarribia zum amtierenden paraguayischen Meister Cerro Porteño, der ihn anfangs an den Club Guaraní verlieh. Nach seiner Rückkehr gab er am 12. November 2006 beim 5:1-Sieg gegen Guaraní sein Debüt in der Primera División de Paraguay. In der Folgezeit erreichte der Mittelfeldspieler mit dem Klub 2006 den ersten Platz im Torneo Clausura, 2007 jeweils Rang zwei in Apertura und Clausura und den dritten Rang in der Apertura 2008. Im August 2008 wurde Estigarribia 20-jährig vom französischen Erstligisten Le Mans FC verpflichtet, wo er anfangs in der B-Mannschaft spielte und am 15. November 2008 beim 1:0-Sieg gegen den FC Valenciennes unter sein Ligue-1-Debüt gab.
Am 27. Dezember 2009 verlieh Le Mans den Paraguayer für sechs Monate an die Newell’s Old Boys. Am Ende der Saison 2009/10 wurde das Leihgeschäft um ein Jahr verlängert, die Newell’s Old Boys erhielten zusätzlich eine Kaufoption in Höhe von 2,5 Millionen Dollar, die sie allerdings aus wirtschaftlichen Gründen nicht wahrnahmen. Nach der Copa América 2011 kaufte eine Gruppe Investoren für zwei Millionen Euro Estigarribias Transferrechte und platzierte ihn bei Deportivo Maldonado in der Segunda División Profesional de Uruguay.

#### Juventus Turin
Sein Ex-Verein Cerro Porteño meldete Marcelo Estigarribia für die Saison 2011, jedoch wurde er am 28. August 2011 für 500.000 Euro an Juventus Turin in die Serie A verliehen. Der italienische Rekordmeister sicherte sich auch eine Kaufoption in Höhe von fünf Millionen Euro.
Am 16. Oktober 2011 gab Marcelo Estigarribia unter Trainer Antonio Conte beim 0:0 im Auswärtsspiel bei Chievo Verona sein Serie-A-Debüt. Seinen ersten Treffer in Italiens höchster Spielklasse erzielte der Paraguayer am 29. November 2011 beim 3:3 gegen die SSC Neapel im Stadio San Paolo.
Anfangs wurde Estigarribia von Juve-Trainer Antonio Conte, der mit Vorliebe mit drei oder sogar vier Spitzen spielte, nur als Einwechselspieler eingesetzt. Zu Beginn des Jahres 2012 empfahl er sich mit guten Leistungen aber auch mehr und mehr für die Stammformation.

#### Sampdoria Genua
Zur Saison 2012/13 wechselte Estigarribia zum Ligakonkurrenten Sampdoria Genua.
Ab Beginn der Spielzeit 2013/14 folgte eine Station bei Chievo Verona. Spätestens seit Februar 2014 spielt er für Atalanta Bergamo. Er absolvierte für diesen Klub bislang (Stand: 8. Februar 2016) 25 Erstligaspiele und schoss zwei Tore.

### In der Nationalmannschaft
Nachdem er 2007 bereits für die paraguayische U-20-Nationalmannschaft gespielt hatte, feierte Marcelo Estigarribia am 22. Mai 2008 unter Gerardo Martino beim 1:1 gegen die Elfenbeinküste im Rahmen des Kirin Cups sein Debüt in der paraguayischen A-Nationalmannschaft. Seinen ersten Länderspieltreffer für Paraguay erzielte der Mittelfeldspieler am 31. März 2010 beim 1:1 gegen Südafrika.
Bei der Copa América 2011 bestritt Estigarribia alle sechs Spiele seiner Mannschaft, die sich erst im Finale Uruguay mit 0:3 geschlagen geben musste.

## Erfolge
- Zweitplatzierter bei der Copa América: 2011
- Italienischer Meister: 2011/12

## Verweise